# Юдковский, Элиезер
Элие́зер Шло́мо Юдко́вский (англ. Eliezer S. Yudkowsky; род. 11 сентября 1979) — американский исследователь искусственного интеллекта, занимающийся проблемами технологической сингулярности и выступающий за создание дружественного ИИ. Ключевая фигура сообщества рационалистов.

## Биография
Элиезер Юдковский родился 11 сентября 1979 года в семье ортодоксальных евреев.

## Научные интересы
Юдковский — сооснователь и научный сотрудник Machine Intelligence Research Institute (MIRI). Он — автор книги «Создание дружественного ИИ», статей «Уровни организации универсального интеллекта», «Когерентная экстраполированная воля» и «Вневременная теория принятия решений». Его последними научными публикациями являются две статьи в сборнике «Риски глобальной катастрофы» (2008) под редакцией Ника Бострома, а именно «Искусственный интеллект как позитивный и негативный фактор глобального риска» и «Когнитивные искажения в оценке глобальных рисков». Юдковский не обучался в вузах и является автодидактом без формального образования в области ИИ.
Юдковский исследует те конструкции ИИ, которые способны к самопониманию, самомодификации и рекурсивному самоулучшению (Seed AI), а также такие архитектуры ИИ, которые будут обладать стабильной и позитивной структурой мотивации (Дружественный искусственный интеллект). Помимо исследовательской работы, Юдковский известен своими объяснениями сложных моделей на неакадемическом языке, доступном широкому кругу читателей, например, см. его статью «Интуитивное объяснение теоремы Байеса».
Юдковский был вместе с Робином Хансоном одним из главных авторов блога Overcoming Bias (преодоление предубеждений). В начале 2009 года он участвовал в организации блога LessWrong, нацеленного на «развитие рациональности человека и преодоление когнитивных искажений». После этого Overcoming Bias стал личным блогом Хансона. Материал, представленный на этих блогах, был организован в виде цепочек постов, которые смогли привлечь тысячи читателей — см. например, цепочку «теория развлечений».
Юдковский — автор нескольких научно-фантастических, рациональных рассказов, в которых он иллюстрирует некоторые темы, связанные с когнитивной наукой и рациональностью. В неакадемических кругах больше известен как автор фанфика «Гарри Поттер и методы рационального мышления» под эгидой LessWrong.
В начале 2020-х гг. начал публично выступать о высокой вероятности экзистенциальной катастрофы, вызванной искусственным интеллектом. В опубликованной в марте 2023 года статье для Time он написал, что без маловероятного всемирного моратория на обучение общих ИИ-моделей умнее GPT-4, который государства были бы готовы поддерживать силовыми методами (вплоть до уничтожения датацентров, отказывающихся соблюдать ограничения, даже если есть шанс конфликта между ядерными державами), человечество обречено. Вслед за ним похожее беспокойство начали высказывать два из трёх «крёстных отцов» искусственного интеллекта, Йошуа Бенжио и Джеффри Хинтон.

## Сочинения
- Our Molecular Future: How Nanotechnology, Robotics, Genetics and Artificial Intelligence Will Transform Our World by Douglas Mulhall, 2002, p. 321.
- The Spike: How Our Lives Are Being Transformed By Rapidly Advancing Technologies by Damien Broderick, 2001, pp. 236, 265—272, 289, 321, 324, 326, 337—339, 345, 353, 370.

Академические публикации
- Юдковский, Элиезер (2007). Levels of Organization in General Intelligence (PDF). Artificial General Intelligence. Berlin: Springer.
- Юдковский Э.. Cognitive Biases Potentially Affecting Judgement of Global Risks // Global Catastrophic Risks (англ.) / под ред. Ника Бострома. — Oxford University Press, 2008. — P. 91—119. — ISBN 978-0199606504.
- Юдковский Э.. Artificial Intelligence as a Positive and Negative Factor in Global Risk // Global Catastrophic Risks (англ.) / под ред. Ника Бострома. — Oxford University Press, 2008. — P. 308—345. — ISBN 978-0199606504.
- Юдковский, Элиезер (2011). Complex Value Systems in Friendly AI (PDF). Artificial General Intelligence: 4th International Conference, AGI 2011, Mountain View, CA, USA, August 3–6, 2011. Berlin: Springer.
- Юдковский Э.. Friendly Artificial Intelligence // Singularity Hypotheses: A Scientific and Philosophical Assessment (англ.) / под ред. Аммона Эдена, Джеймса Мура, Джона Сёракера. — Берлин: Springer, 2012. — P. 181—195. — (The Frontiers Collection). — ISBN 978-3-642-32559-5. — doi:10.1007/978-3-642-32560-1_10.
- Юдковский Э.. Intelligence Explosion Microeconomics (англ.). — 2013.
- Бостром, Н., Юдковский Э.. The Ethics of Artificial Intelligence // The Cambridge Handbook of Artificial Intelligence (англ.) / под ред. Кита Франкиша и Уильяма Рамси. — Нью-Йорк: Cambridge University Press, 2014. — ISBN 978-0-521-87142-6.
- LaVictoire, Patrick; Fallenstein, Benja; Юдковский, Элиезер; Bárász, Mihály; Christiano, Paul; Herreshoff, Marcello (2014). Program Equilibrium in the Prisoner's Dilemma via Löb's Theorem. Multiagent Interaction without Prior Coordination: Papers from the AAAI-14 Workshop. AAAI Publications.
- Соарес, Нейт; Fallenstein, Benja; Юдковский, Элиезер (2015). Corrigibility (PDF). AAAI Workshops: Workshops at the Twenty-Ninth AAAI Conference on Artificial Intelligence, Austin, TX, January 25–26, 2015. AAAI Publications.
- Юдковский Э., Соарес, Н.. Functional Decision Theory: A New Theory of Instrumental Rationality (англ.). — 2018.

Статьи на русском
- Систематические ошибки в рассуждениях, потенциально влияющие на оценку глобальных рисков
- Искусственный интеллект как позитивный и негативный фактор глобального риска
- Рациональность: от ИИ до зомби